# سي جونسون
سي جونسون (بالإنجليزية: Sy Johnson)‏ هو عازف جاز وعازف بيانو أمريكي، ولد في 15 أبريل 1930 في نيو هيفن في الولايات المتحدة.

## وصلات خارجية
- سي جونسون على موقع ميوزك برينز (الإنجليزية)
- سي جونسون على موقع قاعدة بيانات برودواي على الإنترنت (الإنجليزية)